# ایشتوان یوهاس
ایشتوان یوهاس (مجاری: István Juhász) (۱۷ ژوئیهٔ ۱۹۴۵ – ۱۶ سپتامبر ۲۰۲۴) بازیکن فوتبال اهل مجارستان بود.
از باشگاه‌هایی که وی در آنها بازی کرده می‌توان به باشگاه فوتبال فرنتس‌واروش اشاره کرد. وی به‌همراه تیم ملی فوتبال مجارستان در بازی‌های المپیک تابستانی ۱۹۶۸ به مقام قهرمانی دست پیدا کرده‌است.